# Mezon
Mezonii sunt particule subatomice (cu sarcină pozitivă sau negativă) cu o viață foarte scurtă, cu o masă de aproximativ 200 de ori mai mare decât cea a unui electron. Mezonii se obțin artificial în acceleratoare de particule.
Existența mezonilor a fost preconizată în 1934 de studiile teoretice ale lui Hideki Yukawa prin care se explica stabilitatea nucleului.
Aceste particule au fost descoperite experimental în 1936 de Carl David Anderson în componența radiației cosmice.
Un alt tip de mezoni au fost remarcați de Cecil Powell, César Lattes și Giuseppe Occhialini.
Primul tip a fost numit mezon {\displaystyle \mu } (miuon), iar al doilea mezon {\displaystyle \pi } (pion).

## Clasificare
Cercetările fizice ulterioare au dovedit existența mai multor tipuri de mezoni:
| Clasa    | Subclasa | Subclasa | Tip de mezon   | Simbol                            | Masa în {\displaystyle m_{e}} | Sarcină |
| -------- | -------- | -------- | -------------- | --------------------------------- | ----------------------------- | ------- |
| Fermioni | Leptoni  | Leptoni  | Miuon          | {\displaystyle \mu ^{-}}          | 206,77                        | -1      |
| Bosoni   | Mezoni   | Pioni    | Mezon pi zero  | {\displaystyle \pi ^{0}}          | 264,20                        | 0       |
| Bosoni   | Mezoni   | Pioni    | Mezon pi plus  | {\displaystyle \pi ^{+}}          | 273,18                        | +1      |
| Bosoni   | Mezoni   | Pioni    | Mezon pi minus | {\displaystyle \pi ^{-}}          | 273,18                        | -1      |
| Bosoni   | Mezoni   | Kaoni    | Mezon K plus   | {\displaystyle K_{\mu 2}^{+}}     | 966,6                         | +1      |
| Bosoni   | Mezoni   | Kaoni    | Mezon K plus   | {\displaystyle K_{\pi 2}^{+}}     | 966,6                         | +1      |
| Bosoni   | Mezoni   | Kaoni    | Mezon K plus   | {\displaystyle K_{\pi 3}^{+}}     | 966,6                         | +1      |
| Bosoni   | Mezoni   | Kaoni    | Mezon K plus   | {\displaystyle K_{\mu 3}^{+}}     | 966,6                         | +1      |
| Bosoni   | Mezoni   | Kaoni    | Mezon K plus   | {\displaystyle K_{\beta 3}^{+}}   | 966,6                         | +1      |
| Bosoni   | Mezoni   | Kaoni    | Mezon K plus   | {\displaystyle K_{\pi ^{0}3}^{+}} | 966,6                         | +1      |
| Bosoni   | Mezoni   | Kaoni    | Mezon K zero   | {\displaystyle K_{1}^{0}}         | 974,2                         | 0       |
| Bosoni   | Mezoni   | Kaoni    | Mezon K zero   | {\displaystyle K_{2}^{0}}         | 974,2                         | 0       |
| Bosoni   | Mezoni   | Kaoni    | Mezon eta zero | {\displaystyle \eta ^{0}}         | 1074                          | 0       |